# アカハシハナドリ
アカハシハナドリ（学名Dicaeum erythrorhynchos）は、スズメ目ハナドリ科に分類される鳥類の一種。

## 生息地
- インド